# Soukaina Hajji
Pour les articles homonymes, voir Hajji.
Soukaina Hajji (née le 4 février 1997) est une athlète marocaine, spécialiste du demi-fond.

## Biographie
Soukaina Hajji est notamment médaillée d'argent du 800 mètres aux Jeux de la solidarité islamique de 2021 à Konya et aux Jeux de la Francophonie de 2023 à Kinshasa.
Elle est médaillée de bronze du 800 mètres aux Championnats d'Afrique d'athlétisme 2024 à Douala.
.

## Palmarès
| Date | Compétition                            | Lieu      | Résultat | Épreuve         | Marque        |
| ---- | -------------------------------------- | --------- | -------- | --------------- | ------------- |
| 2013 | Championnats d'Afrique jeunesse (en)   | Warri     | 3e       | Relais          | 2 min 23 s 83 |
| 2018 | Gymnasiades                            | Marrakech | 2e       | 2 000 m steeple | 7 min 8 s 67  |
| 2021 | Championnats panarabes                 | Radès     | 1re      | 800 m           | 2 min 22 s 44 |
| 2021 | Championnats panarabes                 | Radès     | 1re      | 4 × 400 m       | 3 min 45 s 64 |
| 2022 | Jeux de la solidarité islamique        | Konya     | 2e       | 800 m           | 2 min 2 s 78  |
| 2022 | Jeux de la solidarité islamique        | Konya     | 3e       | 1 500 m         | 4 min 16 s 65 |
| 2022 | Jeux de la solidarité islamique        | Konya     | 3e       | 4 × 400 m       | 3 min 35 s 86 |
| 2023 | Championnats du monde de cross-country | Bathurst  | 7e       | Relais          | 24 min 48 s   |
| 2023 | Jeux de la Francophonie                | Kinshasa  | 2e       | 800 m           | 2 min 9 s 67  |
| 2023 | Jeux de la Francophonie                | Kinshasa  | 2e       | 1 500 m         | 4 min 44 s 98 |
| 2024 | Championnats d'Afrique                 | Douala    | 3e       | 800 m           | 2 min 1 s 91  |

## Records
| Épreuve | Marque        | Lieu   | Date             |
| ------- | ------------- | ------ | ---------------- |
| 800 m   | 2 min 0 s 11  | Nembro | 19 juin 2024     |
| 1 500 m | 4 min 14 s 61 | Troyes | 1er juillet 2023 |